# Вренешть (Синжерейський район)
Вренешть (рум. Vrănești) — село у Синжерейському районі Молдови. Адміністративно підпорядковане місту Синжерея.

## Населення
За даними перепису населення 2004 року у селі проживали 697 осіб.
Національний склад населення села:
| Національність       | Кількість осіб | Відсоток |
| -------------------- | -------------- | -------- |
| молдавани            | 624            | 89,5%    |
| українці             | 72             | 10,3%    |
| інша / без відповіді | 1              | 0,1%     |
| Всього               | 697            | 100%     |